# 天主教貝爾格萊德總教區
天主教貝爾格萊德總教區（拉丁語：Archidioecesis Belogradensis）是羅馬天主教在塞爾維亞的一個教省總教區。下轄兩個教區。
總教區範圍包括中塞爾維亞大部。2011年有教友26,130人，佔轄區總人口0.4%。教區下轄18個堂區，有20名司鐸，有9名修士，有15名修女。現任總主教為達尼老·霍切瓦爾。
教區創建於9世紀。1729年12月23日斯梅代雷沃教區併入。1924年10月29日升為總教區。1986年12月16日升為教省總教區。